# Узун-Хасан
Узун-Хасан (*1423 — 6 січня 1478) — шахіншах Персії в 1467—1478 роках. Ім'я з фарсі перекладається як «Високий Хасан». Повне ім'я Нусрат ад-Дін Абу-Наср Гасан-бей.

## Життєпис
Походив з роду Ак-Коюнлу. Син бея Алі ібн Кара-Османа. Народився у 1423 році в родинному володінні Діарбакирі (його надав роду Тамерлан). Здобув гарну освіту. Замолоду виявив військовий хист. У цей час тривала боротьба за владу в середині племінної конфедерації Ак-Коюнлу. У 1438 році помер батько. Невдовзі Узун-хасан втрутився у боротьбу за трон.
Він боровся проти Кара-Коюнлу, а після загибелі брата Джахангір-хана у 1453 році та захопленні Діарбакіра проти представника іншої лінії панівного роду Килич-Арслана ібн Ахмеда та Кара-Коюнлу. Лише у 1457 році Узун-хасан зумів повністю став володарем держави Ак-Коюнлу. У 1458 році здійснив декілька грабіжницьких поході до Грузії. Водночас укладено союз з Трапезундською імперією, який закріплено шлюбом Узун-Хасана на представниці панівної династії Великих Комнінів.
Новим правителем вимушений був боротися проти двох суперників в Анатолії та на Кавказі — османською імперією та Кара-Коюнлу. В боротьбі проти першої уклав союз з бейліком Караман. У 1461 році відбувся конфлікт з приподу Трапезунду, який осман намагалися захопити. Відбулася Гойлухарська битва між османами на чолі із Мехмедом II і військом Узун-хасана, в якій останній зазнав невдачі. Невдовзі також його війська були переможені біля Сівасу. За цим укладено мир. У 1463 році прийняв венеційське посольство на чолі із Лаццаро Керіні. Втім, відмовився виступати проти Османської імперії, оскільки 1464 року розпочав велику війну проти Кара-Коюнлу. 1465 року виступив на допомогу Ісхак-бею Караманіду, але зазнав поразки у битві біля Дагпазарі від османських військ.
У 1467 році у вирішальній битві на Мушській рівнині завдав поразки Джаханшаху, правителю Кара-Коюнлу, який загинув у битві. Завдяки цьому вдалося захопити Мазандеран та Азербайджан, а згодом частину південної Персії.
У 1468 році проти нього виступив тимурид Султан Абу-Саїд. У вирішальній битві в Карабасі війська Узун-хасана здобули перемогу, Султан Абу-Саїд потрапив у полон, його було страчено. Завдяки цьому під владою Узун-хасана опинилася значна частина Персії. За цим прийняв титул шахіншаха. Проте у 1470 році було втрачено Хорасан і Астрабад, де посів трон тимурид Хусейн Байкара. За угодою з останнім Узун-хасан закріпив за собою північну та південну Персію, більшу частину Кермана і Сістана. Разом з тим вдалося підкорити весь арабський Ірак.
У 1471 році зайнято східну Анатолію. Столицю було перенесено до Тебризу. Для зміцнення держави та удосконалення податкової системи видав збірку законів «Канун-наме» (перераховано 35 різних податків). При цьому відновив дипломатичні відносини з Венецією. Прийняв посла Катерино Дзено, з яким уклав союз. Було домовлено, що венеційських флот і військо атакує османську імперію на Пеопоннесі (Мореї) та в Албанії, а також на островах поблизу Греції. В свою чергу Узун-хасан повинен захопити Анатолію. До цього союзу планувалося долучити Трапендську імперію та Караман. Останній в цей час повстав проти османів на чолі із Касім-беєм та Пір-Ахмед-беєм.
Спочатку Узун-хасан переміг у битві при Ерзінджана, захопив Токат, підійшовши до міста Акшехір в бейліку Караманідів. Проте того ж року не зміг здолати османів у битві при Теркані. У 1473 році зазнав поразки у битві при Отлукбелі, тому змушений був відступити до власних володінь.

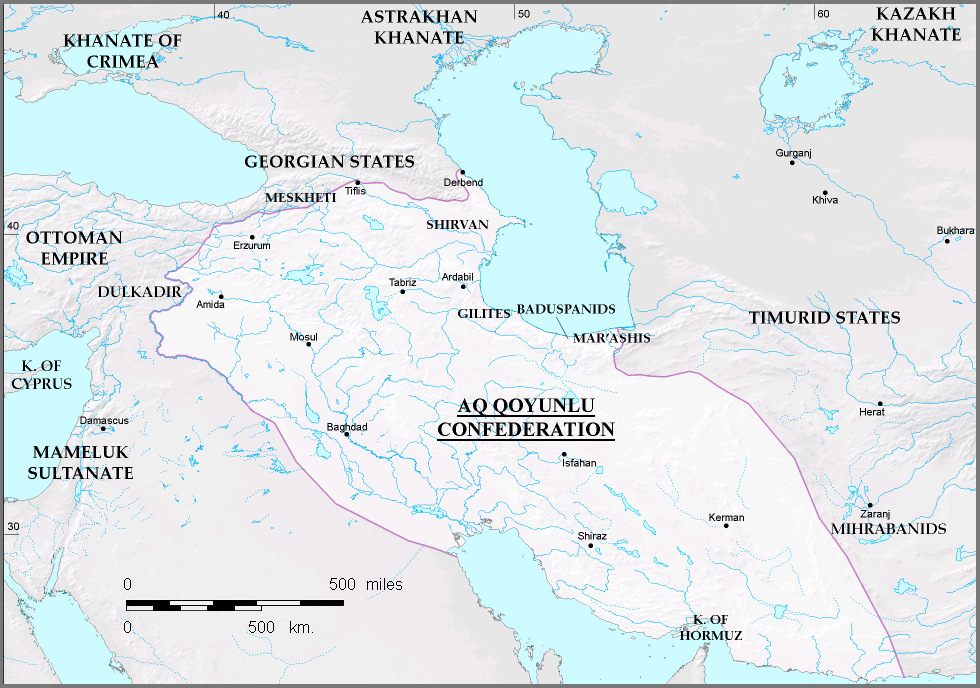
Держава Узун-Хасана на момент його смерті

У 1473 році послідовно прийняв венеціанських послів Д. Барбаро і А. Контаріні, проте не пристав на їхню пропозицію розпочати нову військову кампанію проти Османської імперії. Узун-Хасан став більше опікуватися зміцненням власної держави. У 1473 році придушив повстання власного сина Огурлу-Мухаммеда, що захопив на деякий час владу в Ширазі.
У 1476—1477 роках вдерся до Грузії, сплюндрувавши міста Шеркі, Сагурамо, Марткопі, Тіанеті. Олександр I, цар Кахетії, визнав зверхність Ак-Коюнлу, також захопив Тбілісі, Горі, картлійську низовину. Баграт VI, цар Картлі, також визнав зверхність Узун-Хасана. Таким чином під владою шахіншаха опинилася більша частина грузинських земель. Крім того, зміцнено владу над Вірменією. У 1477 році уклав договір з мамлюками Єгипту, за яким встановлювався кордон між державами по Євфрату.
Помер 1478 року. Спадкоємець — син Султан-Халіл.